# George Harrison (simmare)
George Prifold Harrison,  född 9 april 1939 i Berkeley i Kalifornien, död 3 oktober 2011, var en amerikansk simmare.
Harrison blev olympisk guldmedaljör på 4 x 200 meter frisim vid sommarspelen 1960 i Rom.